# Alfons van Fortia

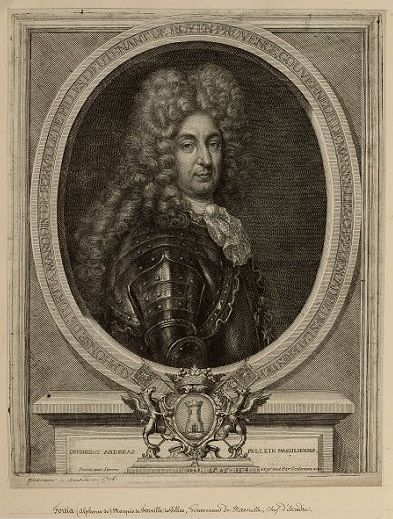
Alfons van Fortia, markies van Forville

Alfons van Fortia (Provence, eerste helft 17e eeuw  - 1708 of 1711), markies van Forville, was een Frans admiraal die de veiligheid van de jonge Filips V, koning van Spanje, op zee moest garanderen.

## Levensloop
Alfons van Fortia was een telg uit de adellijke familie van Fortia. Deze familie kende generaties lang militairen en bestuurders in de provincie Provence tijdens het ancien régime. De familie was afkomstig van Catalonië doch had zich in het koninkrijk Frankrijk gevestigd, in de buurt van Montpellier, Avignon en Marseille. Fortia droeg de titel van heer en markies van Forville, soms ook vermeld als Forville-Piles.
Zijn geboortedatum en –plaats zijn onbekend. Fortia maakte carrière in de cavalerie van koning Lodewijk XIV van Frankrijk (1659). Fortia stapte over naar de marine (1665), waar hij bevel voer over een galei. Hij bracht het tot bevelhebber van een eskader (1668), alsook tot militair gouverneur van Marseille (1682). In 1693 volgde een bevordering tot de militaire staf van de provincie Provence. Alzo behoorde hij tot een groep van 4 admiraals die de verdediging van de Provence verzekerden. De koning beloonde hem met de Orde van de Heilige Lodewijk (1694). Fortia was de eerste marine-officier die deze orde ontving.
Het hoogtepunt van zijn carrière was de marine-escorte met 6 galeien die hij bood aan koning Filips V van Spanje. Deze Franse prins had de koningstroon van Spanje bestegen en bracht in 1702 een bezoek aan het koninkrijk Napels. Fortia geraakte veilig in Napels. Tevens bezorgde hij de jonge monarch een somptueus feestmaal in de haven van Napels; hij organiseerde vuurwerk, jongleerwerk met scheepslantaarns en een concert gegeven door alle galeislaven. De jonge koning beloonde elk van de 6 kapiteins met een edelsteen en Fortia ontving als dank de grootste edelsteen, die duizenden gouddukaten waard was. Op de terugweg begeleidde hij Filips V in een plechtige intocht doorheen zijn stad Marseille.
Fortia stierf in 1708 of 1711 naargelang de bron, en zonder nageslacht.